# Алферово (Сидоровское муниципальное образование)
Алферово — деревня в Грязовецком районе Вологодской области.
Входит в состав Сидоровского муниципального образования, с точки зрения административно-территориального деления — в Сидоровский сельсовет.
Расстояние по автодороге до районного центра Грязовца — 59 км, до центра муниципального образования Сидорово — 11 км. Ближайшие населённые пункты — Родниково, Власово, Филино.
По переписи 2002 года население — 1 человек.